# STS-41-B
STS-41-B, voluit Space Transportation System-41 B, was een Spaceshuttlemissie van de NASA waarbij de Space Shuttle Challenger gebruikt werd. De Challenger werd gelanceerd op 3 februari 1984. Dit was de tiende Space Shuttlemissie en de vierde vlucht voor de Challenger.

## Bemanning
- Vance D. Brand (3), bevelhebber
- Robert L. Gibson (1), piloot
- Bruce McCandless II (1), missiespecialist
- Ronald E. McNair (1), missiespecialist
- Robert L. Stewart (1), missiespecialist

tussen haakjes staat het aantal vluchten die de astronaut gevlogen zou hebben na STS-41-B

## Missieparameters
- Massa
  - Shuttle bij lancering: 113.527 kg
  - Shuttle bij landing: 91.278 kg
  - Vracht: 15.362 kg
- Perigeum: 307 km
- Apogeum: 316 km
- Glooiingshoek:28.5°
- Omlooptijd: 90.8 min

## Hoogtepunten van de missie

### Ruimtewandeling
|      | Missie   | Ruimtewandelaars                      | Start           | Einde           | Duur                | Missie                                   |
| ---- | -------- | ------------------------------------- | --------------- | --------------- | ------------------- | ---------------------------------------- |
| EVA1 | STS-41-B | Bruce McCandless II Robert L. Stewart | 7 februari 1984 | 7 februari 1984 | 5 uur en 55 minuten | uitklappen van een communicatiesatelliet |
| EVA2 | STS-41-B | Bruce McCandless II Robert L. Stewart | 9 februari 1984 | 9 februari 1984 | 6 uur en 17 minuten | uitklappen van een communicatiesatelliet |